# Coen van Vrijberghe de Coningh
Coenraad Lodewijk Dirk (Coen) van Vrijberghe de Coningh (Amsterdam, 12 november 1950 – Almere, 15 november 1997) was een Nederlands acteur, stemacteur, muziekproducent, zanger, muzikant, componist en presentator.
Bij het grote publiek is hij vooral bekend als Johnnie Flodder uit de televisieserie Flodder en de bioscoopfilm Flodder 3.

## Jeugd en privé
De Coningh, telg uit het geslacht De Coningh, werd geboren op de Leidsekade in Amsterdam. Hij was de zoon van acteur Cruys Voorbergh (pseudoniem van Ernest van Vrijberghe de Coningh) en de kunstenares Ada van Geel en broer van Emmy van Vrijberghe de Coningh.
De Coningh noemde zich in eerste instantie slechts Van Vrijberghe. Toen hij in de film De kassière speelde heeft hij op aanraden van iemand bij de firma Movies dit gewijzigd naar zijn volledige naam. De Coningh zelf grapte dat hij sindsdien alleen maar problemen met zijn naam heeft gehad: "Grafisch is die dubbele naam veel te lang voor op filmposters."
De Coningh meldde zich op zijn zeventiende aan voor de Kleinkunstacademie, die hij afrondde in 1972. Van zijn dertiende tot achttiende jaar volgde hij de jeugdopleiding gitaar aan het conservatorium.
Na zijn opleiding aan de Kleinkunstacademie was hij te zien als achtergronddanser en zanger in de musicals Wat een planeet en Nu naar bed van Annie M.G. Schmidt en Harry Bannink.
In seizoen 1975/1976 was De Coningh te zien met zeven andere afgestudeerde kleinkunstenaars in de cabaretvoorstelling Blauwe Maandag van Rients Gratama. Het idee om de groep en Rients bij elkaar te brengen kwam van toenmalig academiedirecteur en regisseur van de voorstelling Johan Verdoner. Uit deze voorstelling ontstond vervolgens de theatergroep Splinter, waarvan De Coningh artistiek leider werd. In totaal verschenen er twee cabaretprogramma's van april 1977 tot en met maart 1979. Andere leden van de groep waren Robert ten Brink, Reinoud van Assendelft de Coningh, Selma Susanna, Maris bij de Vaate en Herman Crebas.
De Coningh had vanaf 1984 een relatie met actrice Wivineke van Groningen.

## Carrière
In 1977 maakte hij zijn grote televisiedebuut in het NCRV-programma Showroom als presentator in de studio. Hij werd uitgekozen na een screentest, nadat programmamaker Aart van Bergeijk hem zag in een voorstelling van theatergroep Splinter. Dit bleef hij doen tot en met 1980. Het programma ging hierna de studio uit en op reportage het land in waardoor de rol van De Coningh verdween.

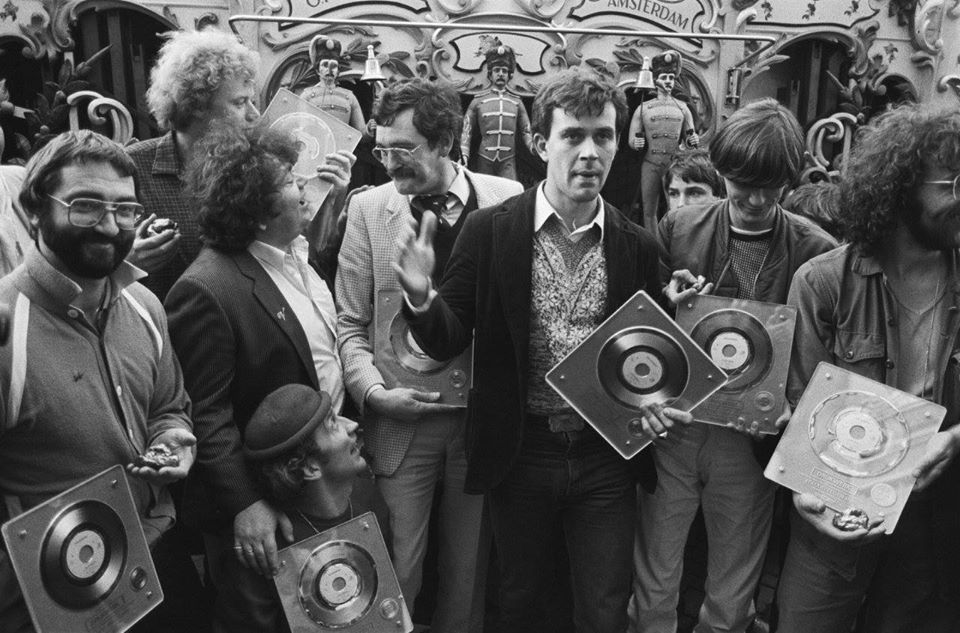
Van Vrijberghe de Coningh samen met André Hazes en Drukwerk tijdens de uitreiking van de gouden plaat Je loog tegen mij in 1982.

De Coningh ging ook achter de schermen werken en werd in 1978 platenproducer, eerst als freelancer en vervolgens in vaste dienst bij platenmaatschappij Bovema (EMI). Hij produceerde platen van artiesten als Drukwerk zoals Je loog tegen mij en Schijn 'n lichtje op mij. Ook was hij erbij toen André Hazes zijn eerste plaat inzong. In 1982 verzorgde hij de aankondiging en afkondiging van Hazes tijdens diens concert in het Concertgebouw. In 1984 nam hij ontslag bij EMI en keerde hij terug naar het freelancebestaan.
In 1980 was hij mede-initiatiefnemer van de theatergroep Sweat Produkties samen met Robert ten Brink, Jaap Vrenegoor, Selma Susanna
en Anne Affourtit. Op de Teerketelsteeg 10 in Amsterdam had de groep vanaf september 1982 een pand onder de naam United Sweat met drie verdiepingen met daarin een kantoor, een geluidsstudio en een klein theater voor ongeveer veertig bezoekers. Er werden eigen producties gespeeld, vaak bewerkingen van bekende romans of verhalen. Door de jaren heen verlieten Robert, Selma en Anne het collectief om het werkterrein te verleggen naar andere initiatieven en gezelschappen en sloot Margrith Vrenegoor zich aan. Vanaf 1986 vonden de premières van de voorstellingen plaats in de Brakke Grond, wat zorgde voor een groter publiek. De Coningh ontwikkelde zich ondertussen als acteur en speelde de hoofdrol in de theatervoorstelling Van Muizen en Mensen. In 1990 stopte de groep met theaterproducties.
In 1987 richtte hij samen met Theo Nijland en Han Oldigs de cabaret- en muziekgroep The Shooting Party op. Met het nummer Kaal won de groep de Annie M.G. Schmidt-prijs 1995.
In 1989 maakte hij samen met regisseur Mike van Diem de korte film Alaska, waarin hij zowel een hoofdrol speelde als de muziek componeerde. De film werd bekroond met een Gouden Kalf. Naar aanleiding van deze rol werd hij gevraagd om auditie te doen voor de rol van Johnnie Flodder in de televisieserie Flodder, waarin hij vanaf 1993 tot aan zijn dood speelde. De Coningh leverde samen met Stefan de Walle het idee voor de aflevering Egotrip uit seizoen 5.
Hiernaast deed De Coningh voice-overwerk. Zo is hij de stem van Buzz Lightyear in de Nederlandse versie van Toy Story.

## Overlijden

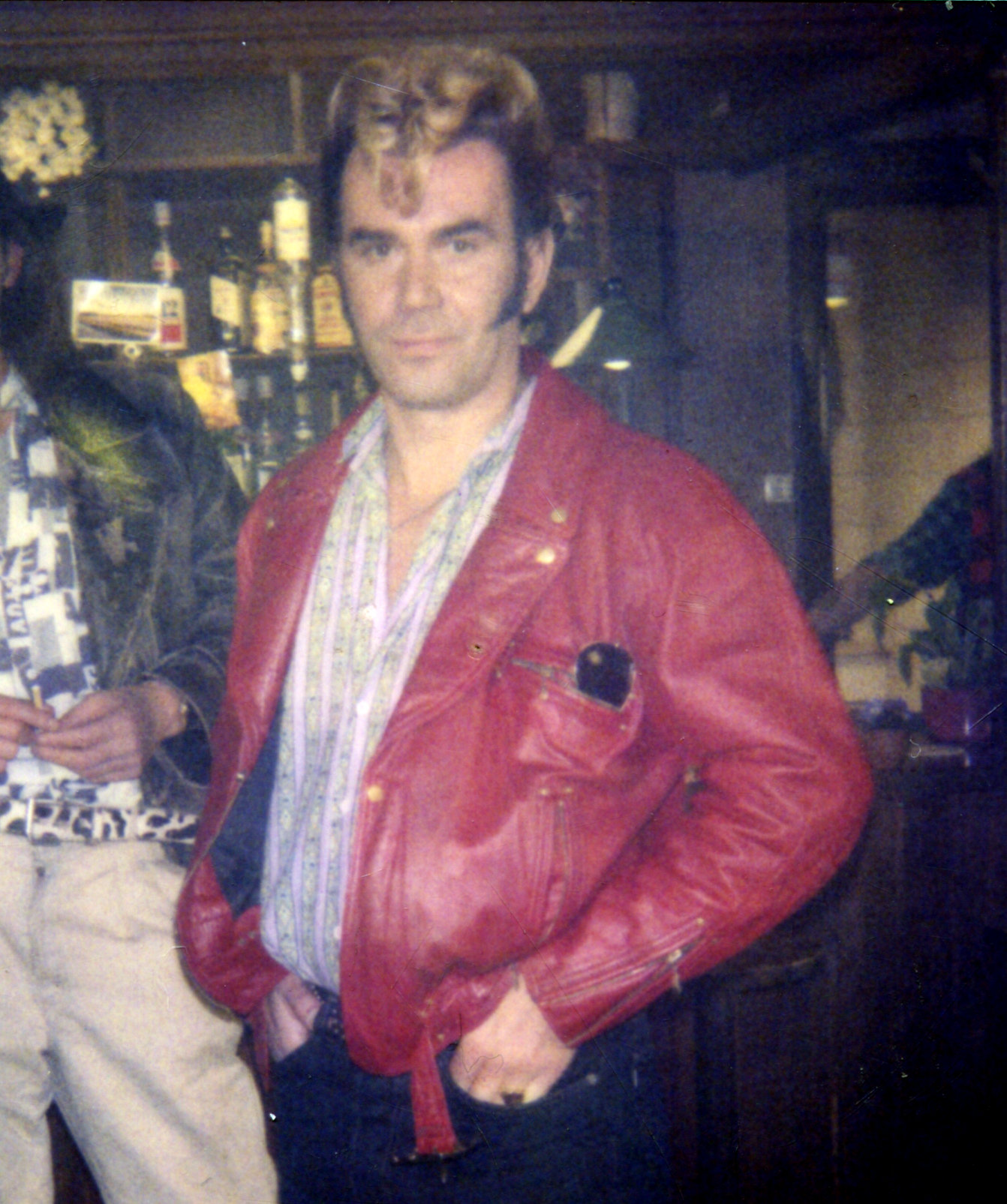
Met pruik op in zijn Johnnie Flodder-kostuum in 1994

Op zaterdagavond 15 november 1997 werden Coen van Vrijberghe de Coningh, Stefan de Walle en Tatjana Šimić eenmalig ingehuurd voor een Flodder-sketch tijdens een besloten bedrijfsfeest voor een automerk in de First Floor Film Factory. Tijdens het optreden kreeg De Coningh een hartstilstand terwijl hij op de motorkap van de Flodder-auto sprong, waarna hij overleed. Dit gebeurde een paar dagen na de opnames van het laatste seizoen. Op 20 november 1997 werd hij herdacht in het DeLaMar theater en werd hij begraven op begraafplaats Zorgvlied.
Door zijn overlijden werd de theatervoorstelling Scrooge!/Dinner for one afgelast waarin hij een hoofdrol speelde.

## Postuum

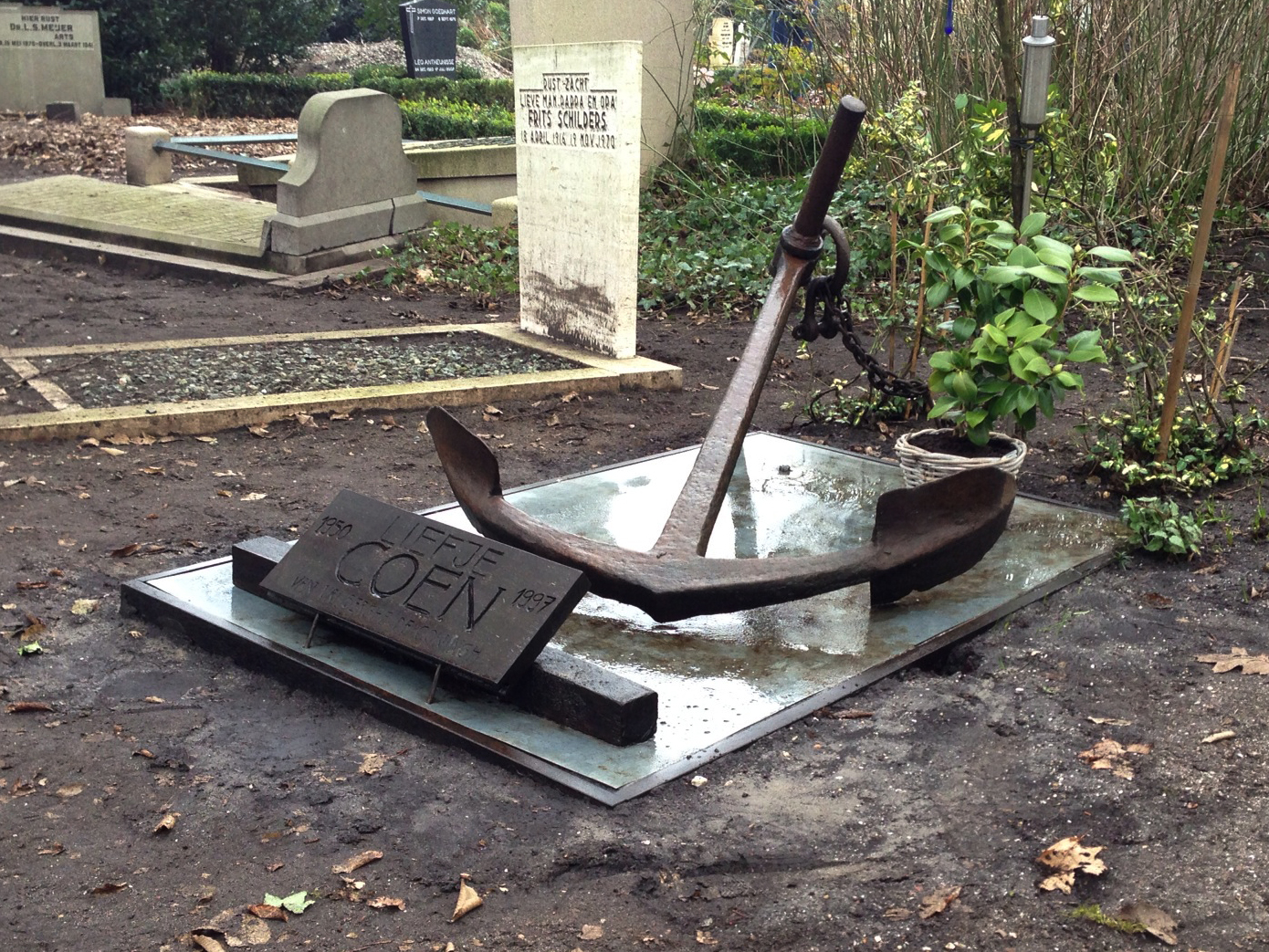
Het graf van Coen van Vrijberghe de Coningh op begraafplaats Zorgvlied (februari 2013).

De laatste twee reeksen Flodder werden in 1998 en 1999 postuum uitgezonden. Voorafgaand aan de eerste aflevering werd stilgestaan bij zijn overlijden en werd de nieuwe serie namens Veronica en First Floor Features aan hem opgedragen en aan zijn partner Wivineke van Groningen. Op 1 februari 1998 was De Coningh nog te zien in een uitzending van Masterclass acteren als onderdeel van Villa Achterwerk.
Later verscheen ook nog de animatiefilm Anastasia waarvoor Van Vrijberghe de Coningh de rol van Raspoetin in had gesproken. Aangezien hij het liedje In the Dark of the Night nog niet had ingezongen, werd dit in de film gedaan door Ernst Daniël Smid. 
Het album Adem uit dat hij had geproduceerd voor Maarten van Roozendaal won in 1998 de Zilveren Harp.
Mike van Diem droeg zijn Oscar voor de film Karakter op aan De Coningh tijdens de uitreiking in maart 1998. Overigens had De Coningh ook auditie gedaan voor deze film; die rol ging uiteindelijk naar Aus Greidanus.
In januari 2014 publiceerde Dick Maas op YouTube nooit eerder vertoond materiaal van Coen van Vrijberghe de Coningh waarin de laatste zelf verslag deed van het doen en laten op de filmset van Flodder 3. Het materiaal was ooit bedoeld als eventuele promotie.

## Overzicht rollen
(*)registratie toneelstuk in het programma Avondvoorstellingen uit 1990, afl. 5

## Muziekproducent
| Album                                         | Artiest                        | Jaar | Opmerking                                  |
| --------------------------------------------- | ------------------------------ | ---- | ------------------------------------------ |
| Trappen op                                    | Don Quishocking                | 1978 |                                            |
| Romantiek met mayonaise                       | Youp van 't Hek                | 1978 | 1–12, 14                                   |
| Zie de mannen vallen                          | Orkater                        | 1979 |                                            |
| Maskerade                                     | Jos Brink                      | 1979 |                                            |
| Asfalt Gigolo                                 | Theu Boermans                  | 1980 |                                            |
| Conny Stuart zingt Annie Schmidt              | Conny Stuart                   | 1980 |                                            |
| Het is altijd Kerstmis                        | Jos Brink                      | 1980 | Tevens de muzikale leiding in deze musical |
| Dark Side Of The Line                         | L Seven                        | 1981 |                                            |
| Heel bijzonder                                | Johnny Lion                    | 1981 |                                            |
| Drukwerk                                      | Drukwerk                       | 1981 |                                            |
| 'k Wis Niet Dat Je Kwaad Werd                 | Pleps                          | 1982 |                                            |
| Love May Linger At Lunchtime/ Leaving Tonight | Braze                          | 1982 |                                            |
| Tweede Druk                                   | Drukwerk                       | 1982 |                                            |
| (N)iemand Wint                                | Drukwerk                       | 1983 |                                            |
| Komp Bij Utreg                                | Pleps                          | 1983 |                                            |
| Live In Het Concertgebouw                     | Drukwerk                       | 1984 |                                            |
| Bal Masque                                    | Flairck                        | 1984 |                                            |
| De Gigo Humo Show                             | Diverse Uitvoerenden           | 1984 | i.s.m. Jacques Klöters                     |
| Ho stil, wacht stop!                          | Drukwerk                       | 1984 |                                            |
| De Vete                                       | Dynastie Van Oer               | 1984 |                                            |
| Mazzel                                        | Manke Nelis                    | 1985 | i.s.m. Tim Griek                           |
| Wind En Zeilen / Vergeten                     | Splitsing                      | 1985 |                                            |
| 'n Deel Van Jou                               | Drukwerk                       | 1985 |                                            |
| Petje Af Voor Sonneveld                       | Drukwerk                       | 1986 |                                            |
| Jenny Arean                                   | Jenny Arean                    | 1986 |                                            |
| Streetwhys                                    | Palm 3                         | 1988 |                                            |
| Blokkendoos Boem                              | Jaap van de Merwe              | 1988 |                                            |
| The Shooting Party                            | The Shooting Party             | 1991 | i.s.m. Boudewijn de Groot                  |
| Bij Nader Inzien                              | Televisieserie van Frans Weisz | 1991 | i.s.m. Theo Nijland                        |
| Op afbetaling                                 | Film van Frans Weisz           | 1992 | i.s.m. Theo Nijland                        |
| VSOP                                          | The Shooting Party             | 1993 |                                            |
| Sweattracks                                   | United Sweat                   | 1995 |                                            |
| Hoogste tijd                                  | Film van Frans Weisz           | 1995 | i.s.m. Theo Nijland                        |
| Wildlive                                      | The Shooting Party             | 1996 |                                            |
| Adem uit                                      | Maarten van Roozendaal         | 1997 | tevens gastmuzikant                        |

## Trivia
- In zijn jeugd woonde hij naast actrice Ank van der Moer en haar dochter Annemarie Oster.[29]
- De Coningh staat ter promotie op de poster van de Nationale bioscoopdag 1995.[30]
- Volgens Tatjana Šimić in een interview uit 1998 deed De Coningh op de set van Flodder vaak na hoe de komiek Tommy Cooper dood neerviel op het podium. Ook stond hij volgens haar erom bekend dat hij tijdens de repetities van opnames ieders tekst kende.
- Een paar uur voor zijn overlijden was hij nog op televisie te zien in een nieuwe uitzending van Koken met Sterren.[31][32] De beelden zelf waren een maand daarvoor opgenomen.